# عبد الحق حميدوش
عبد الحق حميدوش  (10 مارس 1991) هو لاعب كرة قدم مغربي.

## روابط خارجية
- عبد الحق حميدوش على موقع قاعدة بيانات كرة القدم.إي يو (الإنجليزية)